# Joseph Jenkins Roberts
Joseph Jenkins Roberts (Norfolk, 15 marzo 1809 – Monrovia, 24 febbraio 1876) è stato un politico statunitense naturalizzato liberiano.
È stato il primo e settimo presidente della Repubblica della Liberia.

## Biografia
Nato in Virginia negli Stati Uniti d'America, nel 1829, all'età di vent'anni, è emigrato in Liberia dove, dapprima, ha aperto un negozio a Monrovia e, in seguito, si è dedicato all'impegno politico. Quando la Liberia è divenuta indipendente il 26 luglio 1847, è stato eletto il primo presidente nero-americano della Repubblica della Liberia, incarico mantenuto sino al 1856. Nel 1872 è ritornato nell'incarico come settimo presidente della Liberia sino al 1876.
Massone, fu membro della Massoneria di Prince Hall.